# ترکیب گرافیت درهم
ترکیبات میان‌لایشی گرافیت مواد پیچیده ای با فرمول CX
m  هستند که در آن‌ها یون Xn+
یا Xn-
 بین لایه های کربنی با بار مخالف قرار گرفته است. به طور معمول مقدار m بسیار کمتر از 1 می باشد. این مواد جامدات عمیقا رنگی‌ای هستند که طیف وسیعی از خواص الکتریکی و اکسایش-کاهشی را در کاربردهای بالقوه نشان می‌دهند.

## تهیه و ساختار
این مواد با عمل‌آوری گرافیت با یک اکسیدان قوی یا یک عامل کاهنده قوی تهیه می شوند:
C + mX→CX
واکنش برگشت پذیر است.
میزبان (گرافیت) و مهمان X با انتقال بار با هم تعامل دارند. یک فرآیند مشابه اساس باتری های لیتیوم یون تجاری است.
در یک ترکیب گرافیت، لزوماً همه لایه ها توسط مهمانان اشغال نمی شود. در ترکیبات که اصطلاحا مرحله 1 نامیده می شوند، لایه‌های گرافیت و لایه‌های میان‌لایشی متناوب هستند و در ترکیب‌های مرحله 2 ، دو لایه گرافیتی بدون ماده مهمان در بین آنها با یک لایه میان‌لایشی جایگزین می‌شوند. ترکیب واقعی ممکن است متفاوت باشد و بنابراین این ترکیبات نمونه ای از ترکیبات غیر استوکیومتری هستند. متداول است که ترکیب بندی را همراه با مرحله مشخص می کنند. لایه ها با ادغام یون های مهمان از هم جدا می شوند.

## مثال ها

### مشتقات قلیایی و قلیایی خاکی

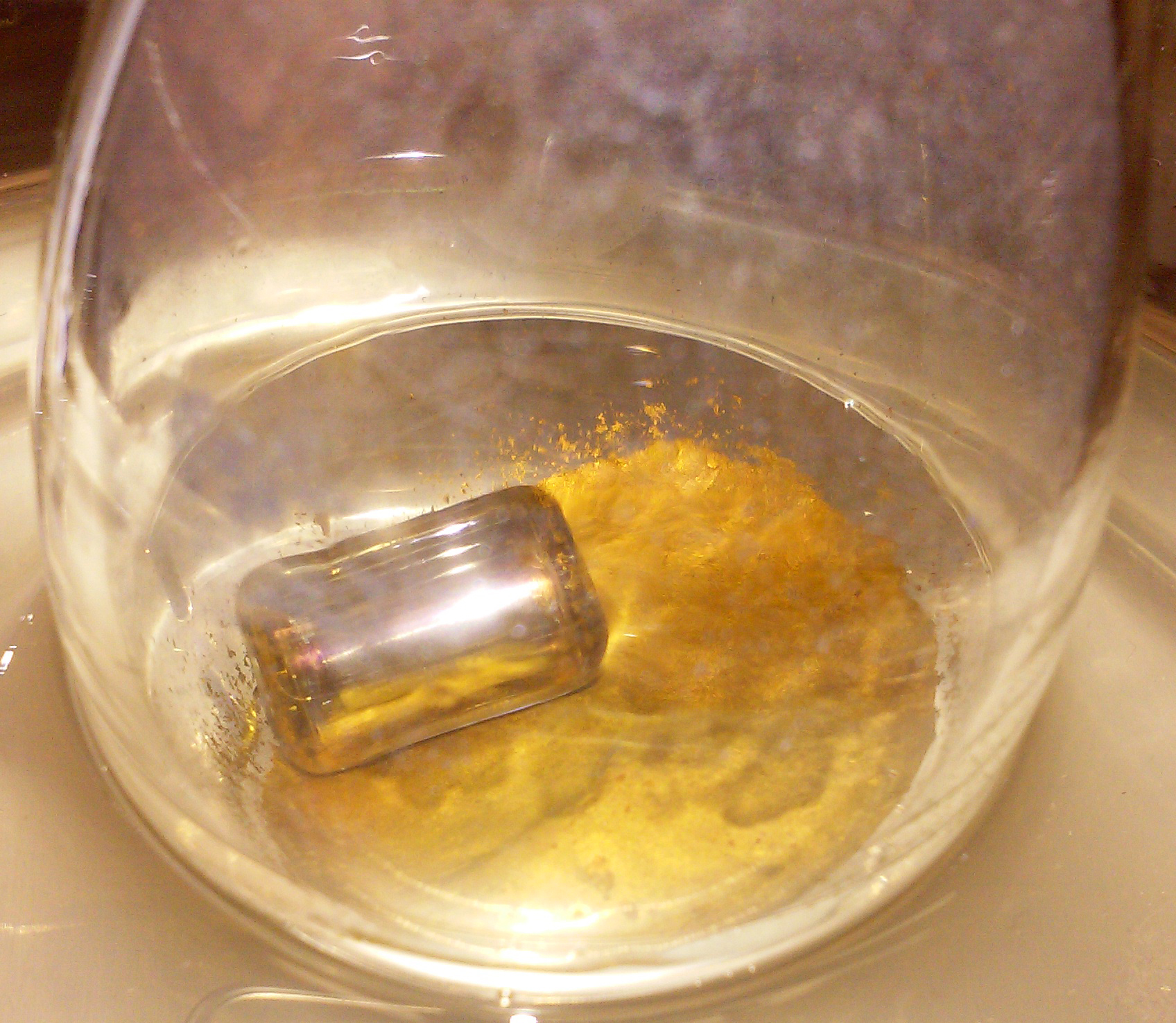
گرافیت پتاسیم زیر آرگون در فلاسک اشلنک. یک نوار همزن مغناطیسی با پوشش شیشه ای نیز وجود دارد.

یکی از بهترین ترکیبات میان‌لایشی گرافیت مطالعه شده،KC
8 ،با ذوب پتاسیم روی پودر گرافیت تهیه می شود. پتاسیم جذب گرافیت می شود و رنگ ماده از سیاه به برنز تغییر می کند.  جامد حاصل، پیروفوریک است.  این ترکیب با فرض اینکه فاصله پتاسیم تا پتاسیم دو برابر فاصله بین شش ضلعی ها در چارچوب کربن است توضیح داده می شود. پیوند بین لایه های  گرافیت آنیونی و کاتیون های پتاسیم یونی است. رسانایی الکتریکی این ماده بیشتر از گرافیت α است. KC
8KC 8 یک ابررسانا با دمای بحرانی بسیار پایین Tc = 0.14K است.  گرمایشKC
8 منجر به تشکیل یک سری محصولات تجزیه با حذف اتم های K می شود:
KC
8 → KC
24 + 2 K
از طریق واسطه هاKC
24 (به رنگ آبی)، KC
36 و KC
48 و در نهایت ترکیب KC
60حاصل می شود  .
استوکیومتریMC
8 برای M = K، Rb و Cs مشاهده می شود. برای یون های کوچکتر M =Li+
 ،Sr2+ ،Ba2+ ،Eu2+ ،Yb3+ وCa2+ ، ماده(استکیومتری) محدود کننده MC
6 است .  گرافیت کلسیمCaC
6 با غوطه ور کردن گرافیت پیرولیتیک با جهت گیری بالا در آلیاژ Li-Ca مایع به مدت 10 روز در دمای 350 سلسیوس بدست می آید.ساختار کریستالی ازCaC
6 متعلق به گروه فضایی R ۳ m است. فاصله بین لایه گرافیت با درون یابی کلسیم از 3.35 به 4.524 افزایش می یابد.فاصله کربن- کربن Å از 1.42 به  1.444افزایش می یابد.

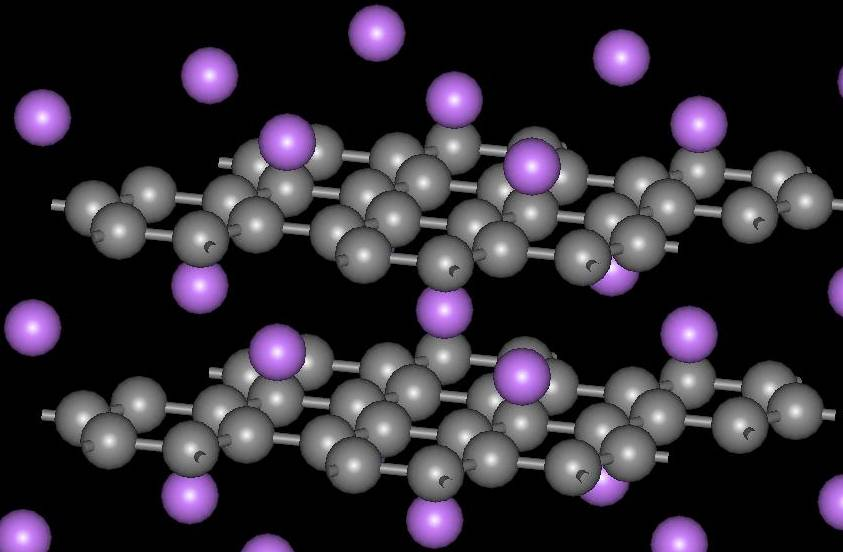
ساختارCaC6

با باریم و آمونیاک ، کاتیون ها حل می شوند و یا Ba(NH
3)
2.5C
10.9 (مرحله 1)) دارای سزیم ، هیدروژن و پتاسیم (CsC
8 ·  K
2H
4/3C
8 (مرحله 1)).
جذب درجا بر روی گرافن آزاد و میان‌لایش در گرافن دولایه فلزات قلیایی ، K، Cs و Li با استفاده از میکروسکوپ الکترونی کم انرژی مشاهده شد. 
تفاوت با سایر فلزات قلیایی، مقدار سدیم بسیار کم است. محاسبات مکانیکی کوانتومی نشان می‌دهد که این امر از یک پدیده کاملاً کلی سرچشمه می‌گیرد: در میان فلزات قلیایی و قلیایی خاکی، Na و Mg به طور کلی ضعیف‌ترین اتصال شیمیایی را به یک بستر داده شده در مقایسه با سایر عناصر موجود در همان گروه جدول تناوبی دارند.  این پدیده از رقابت بین روند در انرژی یونیزاسیون و جفت یون - بستر، پایین ستون های جدول تناوبی ناشی می شود.  با این حال، در مواردی که یون در یک پوسته حلال از طریق فرآیند هم‌تلاقی پیچیده می‌شود، می‌توان سدیم قابل توجهی در گرافیت ایجاد کرد. یک گونه پیچیده منیزیم (I) نیز به گرافیت تبدیل شده است. 

### بی سولفات گرافیت، پرکلرات، هگزافلوروآرسنات: کربن های اکسید شده
ترکیبات میان‌لایشی گرافیت بی سولفات و گرافیت پرکلرات را می‌توان با عمل آوری  گرافیت با عوامل اکسید کننده قوی در حضور اسیدهای قوی تهیه کرد. برخلاف گرافیت‌های پتاسیم و کلسیم، لایه‌های کربن در این فرآیند اکسید می‌شوند:
48C + 0.25 O2 + 3 H2SO4 → [C24]+[HSO4]−·2H2SO4 + 0.5 H2O
در پرکلرات گرافیت، لایه‌های مسطح اتم‌های کربن ۷۹۴ پیکسل از هم فاصله دارند که با یون اClO–
4  از هم جدا می شوند . کاهش کاتدی پرکلرات گرافیت مشابه حرارت دادن KC
8 است ، که منجر به حذف متوالی HClO
4 می شود .
هر دو بی سولفات گرافیت و پرکلرات گرافیت رسانای بهتری در مقایسه با گرافیت هستند، همانطور که با استفاده از مکانیسم سوراخ مثبت پیش بینی می شود.  واکنش گرافیت با[O
2]+
[AsF
6]–
 نمک های [C
8]+
[AsF
6]–
 را می دهد. 

### مشتقات متال هالید
تعدادی از هالیدهای فلزی در گرافیت وارد می شوند. مشتقات کلرید به طور گسترده مورد مطالعه قرار گرفته اند. مثالها عبارتند ازMCl
2 (M = روی، نیکل، مس، منگنز)،MCl
3 (M = Al، Fe، Ga)،MCl
4 (M = Zr، Pt) و غیره  این مواد از لایه‌هایی از لایه‌های متال هالید کلوزپک شده بین صفحات کربن تشکیل شده‌اند. مشتقC
~8FeCl
3 رفتار شیشه چرخشی را نشان می دهد.  ان ثابت کرد که این یک سیستم قابل استناد به خصوص برای مطالعه انتقال فاز است. یک ترکیب گرافیت مغناطیسی مرحله n دارای n لایه گرافیت است که لایه های مغناطیسی متوالی را از هم جدا می کند. با افزایش تعداد مرحله، برهمکنش بین اسپین‌ها در لایه‌های مغناطیسی متوالی ضعیف‌تر می‌شود و ممکن است رفتار مغناطیسی دوبعدی ایجاد شود.

### ترکیبات هالوژن و اکسید گرافیت
کلر و برم به صورت برگشت پذیر در گرافیت وارد می شوند. ولی ید این توانایی را ندارد. فلوئور به صورت برگشت ناپذیر واکنش نشان می دهد. در مورد برم، استوکیومتری های زیر شناخته شده است:C
nBr که 
28،n = 8، 12، 14، 16، 20 است.
از آنجایی که این ترکیبات بصورت برگشت ناپذیر تشکیل می شود، مونوفلوورید کربن اغلب به عنوان یک ترکیب درونی طبقه بندی نمی شود. که فرمول آن بصورت (CF)
x می باشد . این ترکیب از واکنش فلوئور گازی با کربن گرافیتی در دمایی بین 215-230 درجه سانتی گراد تهیه می شود.رنگ این ترکیب رنگی مایل به خاکستری، سفید یا زرد است. پیوند بین اتم های کربن و فلوئور کووالانسی است. تترا کربن مونوفلوراید (C
4F ) با فراوری گرافیت با مخلوطی از فلوئور و هیدروژن فلوراید در دمای اتاق تهیه می شود. این ترکیب دارای رنگ آبی مایل به سیاه است. مونوفلورید کربن رسانای الکتریکی نیست. این به عنوان یک ماده کاتدی در یک نوع باتری لیتیومی اولیه یا همان باتری غیر قابل شارژ مورد مطالعه قرار گرفته است.
اکسید گرافیت یک جامد زرد ناپایدار است.

## خواص و کاربردها
ترکیبات میان لایشی گرافیت به دلیل خواص مختلف الکترونیکی و الکتریکی، دانشمندان مواد را برای سال‌ها متحیر خود کرده است.

### ابررسانایی
در میان ترکیبات ابررسانای گرافیت ،CaC
6 بالاترین دمای بحرانی Tc = 11.5K را نشان می دهد، که تحت اعمال فشار می تواند افزایش نیز یابد (15.1 K در 8 GPa).  تصور می شود که ابررسانایی در این ترکیبات به نقش یک حالت بین لایه ای مربوط می شود، یک نوار الکترون آزاد که تقریباً ۲ الکترون‌ولت (۰٫۳۲ آتوژول) بار دارد در مکانی بالاتر از سطح فرمی قرار دارد. ؛ ابررسانایی تنها زمانی رخ می دهد که حالت بین لایه ای اشغال شده باشد.  تجزیه و تحلیل خالصCaC
6 با استفاده از یک نور فرابنفش با کیفیت بالا نشان داد که اندازه‌گیری‌های طیف‌سنجی گسیل نوری را انجام می‌دهد. باز شدن یک شکاف ابررسانا در باند π* سهم قابل توجهی را در کل قدرت جفت شدن الکترون-فونون از برهمکنش بین باند میانلایه π* نشان داد. 

### معرف ها در سنتز شیمیایی:KC8
ماده ی  برنزی رنگKC
8 یکی از قوی ترین عوامل کاهنده شناخته شده است. همچنین به عنوان یک کاتالیزور در پلیمریزاسیون و به عنوان یک معرف جفت کننده برای آریل هالیدها به بی فنیل ها استفاده شده است.  در یک مطالعه، به تازگی آماده شده استKC
8 با 1-iodododecane تحت فراوری و واکنش قرار گرفت که یک اصلاح (پلاکت‌های کربنی در مقیاس میکرومتری با زنجیره‌های آلکیل بلند که حلالیت را ایجاد می‌کنند) ارائه می‌کند که در کلروفرم محلول است.  ترکیب دیگر گرافیت پتاسیم،KC
24 به عنوان تک رنگگر نوترونی استفاده شده است. یک کاربرد روزمره و متداول جدید برای گرافیت پتاسیم با اختراع باتری یون پتاسیم بوجود آمد شد. مانند باتری لیتیوم یونی ، باتری یون پتاسیم که باید به جای آند فلزی از آند مبتنی بر کربن استفاده کند. در این شرایط، ساختار پایدار گرافیت پتاسیم یک مزیت مهم است.

## بیشتر خواندن
- T. Enoki, M. Suzuki and M. Endo (2003). Graphite intercalation compounds and applications. Oxford University Press. ISBN 978-0-19-512827-7.
- Dresselhaus, M.S.; Dresselhaus, G. (1981). "Intercalation compounds of graphite". Advances in Physics. 30 (2): 139–326. Bibcode:1981AdPhy..30..139D. doi:10.1080/00018738100101367. (187 pages), also reprinted as Dresselhaus, M. S.; Dresselhaus, G. (2002). "Intercalation compounds of graphite". Advances in Physics. 51 (1): 1–186. Bibcode:2002AdPhy..51....1D. CiteSeerX 10.1.1.170.2655. doi:10.1080/00018730110113644. S2CID 123597602.
- D. Savoia; Trombini, C.; Umani-Ronchi, A.;  et al. (1985). "Applications of potassium-graphite and metals dispersed on graphite in organic synthesis" (PDF). Pure and Applied Chemistry (PDF). 57 (12): 1887. doi:10.1351/pac198557121887. S2CID 95591721.
- Suzuki, Itsuko S.; Ting-Yu Huang; Masatsugu Suzuki (13 June 2002). "Magnetic phase diagram of the stage-1 CoCl2 graphite intercalation compound: Existence of metamagnetic transition and spin-flop transitions". Physical Review B. 65 (22): 224432. Bibcode:2002PhRvB..65v4432S. doi:10.1103/PhysRevB.65.224432.
- Rancourt, DG; C Meschi; S Flandrois (1986). "S=1/2 antiferromagnetic finite chains effectively isolated by frustration: CuCl2-intercalated graphite". Physical Review B. 33 (1): 347–355. Bibcode:1986PhRvB..33..347R. doi:10.1103/PhysRevB.33.347. PMID 9937917.